# Diuris aurea
Espèce
Diuris aurea est une espèce de plantes de la famille des Orchidaceae.
Il est endémique à l'est du Queensland et à la Nouvelle-Galles du Sud en Australie.
Il est haut de 30 à 60 cm. Les fleurs jaunes à orange apparaissent au printemps dans son territoire d'origine.